# Lyncornis
Lyncornis – rodzaj ptaków z podrodziny lelków (Caprimulginae) w rodzinie lelkowatych (Caprimulgidae).

## Rozmieszczenie geograficzne
Rodzaj obejmuje gatunki występujące w południowej i południowo-wschodniej Azji.

## Morfologia
Długość ciała 25–40 cm.

## Systematyka

### Etymologia
Lyncornis: gr. λυνξ lunx, λυνκος lunkos ‘ryś’ (tj. pędzelki uszne); ορνις ornis, ορνιθος ornithos ‘ptak’.

### Podział systematyczny
Do rodzaju należą następujące gatunki, które zostały wyodrębnione z rodzaju Eurostopodus:
- Lyncornis macrotis (Vigors, 1831) – lelkoczub duży
- Lyncornis temminckii Gould, 1838 – lelkoczub uszaty